# Resolutie 1798 Veiligheidsraad Verenigde Naties
Resolutie 1798 van de Veiligheidsraad van de Verenigde Naties werd unaniem door de VN-Veiligheidsraad aangenomen op 30 januari 2008 en verlengde de waarnemingsmissie aan de grens tussen Ethiopië en Eritrea met zes maanden.

## Achtergrond
Na de Tweede Wereldoorlog werd Eritrea bij Ethiopië gevoegd als een federatie. In 1962 maakte keizer Haile Selassie er een provincie van, waarop de Eritrese Onafhankelijkheidsoorlog begon. In 1991 bereikte Eritrea na een volksraadpleging die onafhankelijkheid. Er bleef echter onenigheid over een aantal grensplaatsen.
In 1998 viel Eritrea de stad Badme binnen, gevolgd door de bezetting van de rest van de Yirga Driehoek. Volgens Eritrea ging het historisch gezien om Eritrees grondgebied. Het lukte Ethiopië het gebied uiteindelijk weer in handen te krijgen, maar de gevechten kostten beide landen duizenden levens en miljarden dollars. 
In 2000 werd in Algiers een akkoord bereikt en een 25 kilometer brede veiligheidszone ingesteld die door de UNMEE-vredesmacht wordt bewaakt. Een gezamenlijke grenscommissie wees onder meer de stad Badme toe aan Eritrea, maar anno 2018 wordt het gebied nog steeds door Ethiopië bezet.

## Inhoud

### Waarnemingen
Met het Algiers-Akkoord hadden Eritrea en Ethiopië ermee ingestemd dat de grensafbakeningen van de Eritrees-Ethiopische Grenscommissie definitief en bindend zouden zijn. De fysieke afbakening van de grens tussen beide landen zou een regeling van hun conflict en de normalisatie van hun betrekkingen ten goede komen. In de tijdelijke veiligheidszone (TVZ) bleef de situatie echter onstabiel.

### Handelingen
Het mandaat van de UNMEE-waarnemingsmacht in de TVZ werd met zes maanden verlengd, tot 31 juli 2008. De partijen werden opnieuw opgeroepen elkaar niet te bedreigen of provoceren. Eritrea moest onmiddellijk al zijn troepen en zwaar militair materieel terugtrekken van de TVZ en ook Ethiopië moest troepen weghalen. UNMEE zat ook bijna door haar brandstofvoorraad heen. De Veiligheidsraad eiste dat Eritrea de brandstofleveringen aan de missie onmiddellijk hervatte of UNMEE toeliet zelf brandstof aan te voeren.

## Verwante resoluties
- Resolutie 1741 Veiligheidsraad Verenigde Naties (2007)
- Resolutie 1767 Veiligheidsraad Verenigde Naties (2007)
- Resolutie 1827 Veiligheidsraad Verenigde Naties

Lijst ·  1795 ·  1796 ·  1797 ·  1798 ·  1799 ·  1800 ·  1801 ·  1802 ·  1803 ·  1804 ·  1805 ·  1806 ·  1807 ·  1808 ·  1809 ·  1810 ·  1811 ·  1812 ·  1813 ·  1814 ·  1815 ·  1816 ·  1817 ·  1818 ·  1819 ·  1820 ·  1821 ·  1822 ·  1823 ·  1824 ·  1825 ·  1826 ·  1827 ·  1828 ·  1829 ·  1830 ·  1831 ·  1832 ·  1833 ·  1834 ·  1835 ·  1836 ·  1837 ·  1838 ·  1839 ·  1840 ·  1841 ·  1842 ·  1843 ·  1844 ·  1845 ·  1846 ·  1847 ·  1848 ·  1849 ·  1850 ·  1851 ·  1852 ·  1853 ·  1854 ·  1855 ·  1856 ·  1857 ·  1858 ·  1859